# Richard Christopher Carrington
Richard Christopher Carrington (ur. 26 maja 1826 w Chelsea w Londynie, zm. 27 listopada 1875 w Churt) – brytyjski astronom. Był jednym z najważniejszych XIX-wiecznych astronomów badających Słońce. Dokładnie określił położenie osi obrotu Słońca oraz odkrył: zmiany szerokości heliograficznej plam słonecznych w ciągu cyklu słonecznego (zob. prawo Spörera), rotację różnicową Słońca, a także pierwszy w historii odnotowany rozbłysk słoneczny.

## Życiorys
Richard Christopher Carrington urodził się 26 maja 1826 roku w Chelsea – dzielnicy Londynu – jako drugi syn zamożnego browarnika. Za namową ojca zamierzał wstąpić do stanu duchownego, toteż w 1844 roku rozpoczął studia teologiczne w Trinity College (Cambridge), które ukończył w 1848 roku. W tym czasie zainteresował się jednak astronomią i postanowił porzucić karierę kościelną. W 1849 rozpoczął pracę w Durham University Observatory, jednak nie był zadowolony z jakości znajdujących się tam instrumentów astronomicznych i zrezygnował z tej pracy w marcu 1852 roku, by z funduszy pożyczonych od ojca wybudować swój własny dom i obserwatorium w Redhill w hrabstwie Surrey. Poświęcił się wówczas obserwacjom astronomicznym dziennym i nocnym, aż do śmierci swego ojca w 1858 roku, kiedy to przejął rodzinny interes browarniczy. W 1851 został członkiem Królewskiego Towarzystwa Astronomicznego, zaś w latach 1857–1862 był jego sekretarzem. W 1860 został członkiem Royal Society. Mimo sukcesów na polu astronomicznym, na początku lat 60. nie udało mu się objąć stanowiska dyrektora Cambridge Observatory po swoim byłym nauczycielu astronomii, Jamesie Challisie, o co zabiegał. Rozgoryczony Carrington wkrótce potem porzucił obserwacje astronomiczne w Redhill. W 1865 roku podupadł na zdrowiu, sprzedał rodzinny browar i przeprowadził się do wsi Churt w hrabstwie Surrey. Tam wybudował nowe obserwatorium, jednak już nigdy nie wznowił poważnych obserwacji astronomicznych.
W sierpniu 1869 roku poślubił Rosę Helen Jeffries (1845–1875). W listopadzie 1875 roku jego żona zmarła, prawdopodobnie przedawkowawszy leki nasenne. Carrington zmarł dziesięć dni później, 27 listopada, jako przyczynę zgonu podano wylew krwi do mózgu.

## Praca badawcza

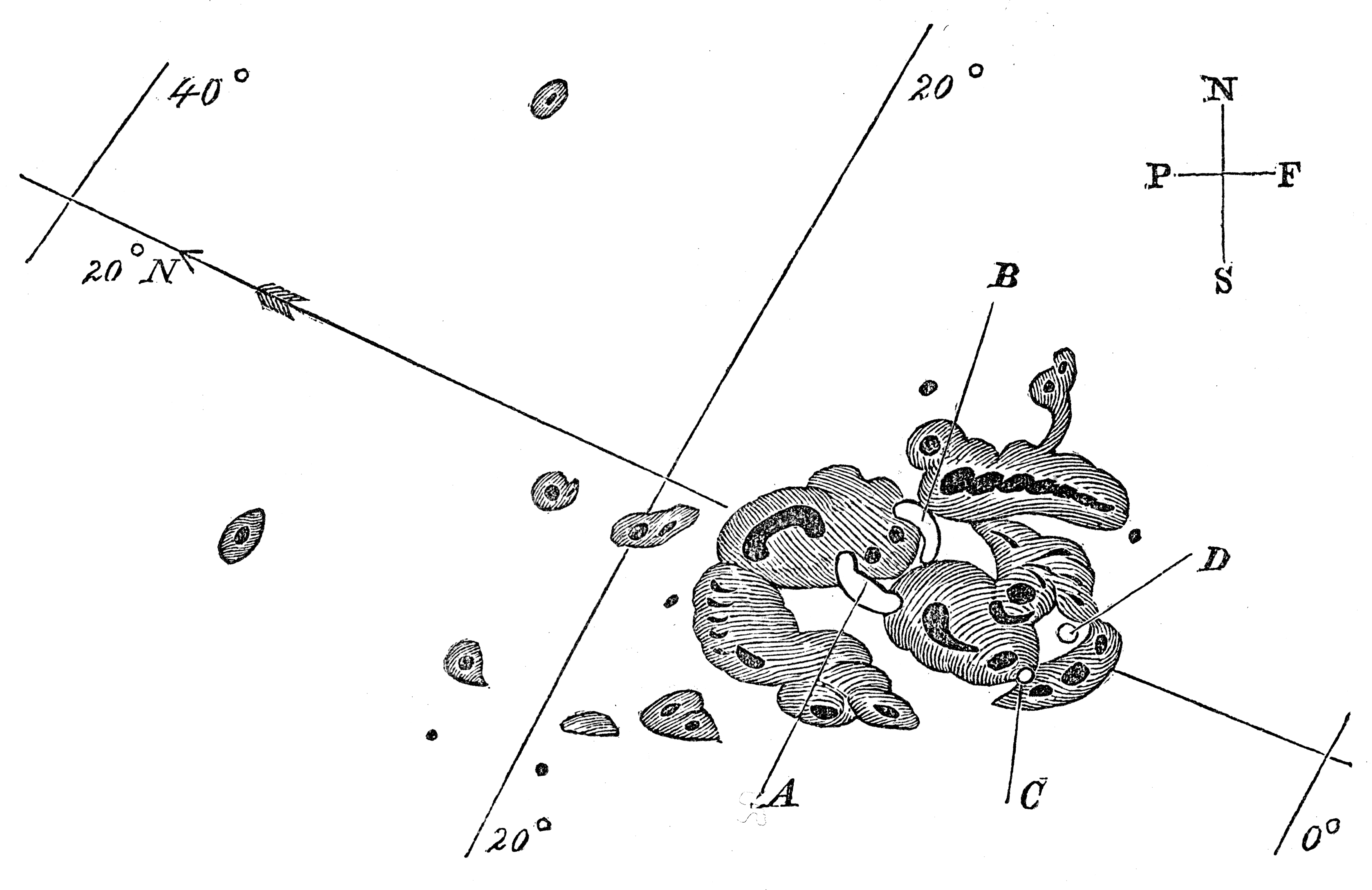
Rysunek grupy plam słonecznych wykonany przez Harringtona 1 września 1859 roku

Mimo że jego prace nad planetoidami i planetami w Durham University Observatory zapewniły mu członkostwo w Królewskim Towarzystwie Astronomicznym, jego pierwszym poważnym przedsięwzięciem astronomicznym było zestawienie, między 1854 i 1857 rokiem, Katalogu 3735 gwiazd okołobiegunowych (A Catalogue of 3,735 Circumpolar Stars). Katalog ten, opublikowany w 1857 roku, został wysoko oceniony i przyniósł mu Złoty Medal Królewskiego Towarzystwa Astronomicznego w 1859 roku.
Carrington został jednak zapamiętany przede wszystkim dzięki jego pionierskim pracom nad plamami słonecznymi. Będąc pod wrażeniem odkrycia przez Samuela Heinricha Schwabego w 1843 roku 11-letniego cyklu aktywności słonecznej i zbulwersowany brakiem systematycznych obserwacji plam słonecznych, Carrington postanowił kontynuować prace niemieckiego astronoma. Udoskonaliwszy metodę Schwabego rzutowania i rysowania plam słonecznych, rejestrował pozycje plam od 1853 do 1861 roku. Chociaż nie udało mu się objąć obserwacjami pełnego cyklu słonecznego, jak pierwotnie planował, dokonał jednak kilku odkryć, w tym: odkrył zjawisko rotacji różnicowej Słońca oraz migracje plam słonecznych w kierunku równika w trakcie cyklu słonecznego (oba te zjawiska mniej więcej w tym samym czasie odkrył niezależnie Gustav Spörer), określił oś rotacji Słońca z bezprecedensową dokładnością, oraz dokonał pierwszej obserwacji rozbłysku słonecznego w dniu 1 września 1859 roku (niezależnie odkrył go Richard Hodgson).
Do czasu, gdy opublikował w 1863 roku swoją obszerną pracę na temat plam słonecznych pt. Obserwacje plam na Słońcu (Observations of the Spots on the Sun), był już uznawany w całym świecie za brytyjskiego eksperta od plam słonecznych. Za pracę tę otrzymał w 1864 roku Nagrodę Lalande’a od Francuskiej Akademii Nauk. Prowadził rozległą korespondencję z obserwatorami plam z całej Europy, w tym z Heinrichem Schwabem i Rudolfem Wolfem. Gdy Schwabe otrzymał Złoty Medal Królewskiego Towarzystwa Astronomicznego w 1857 roku, Carrington osobiście dostarczył go staremu niemieckiemu astronomowi, a później przekonał go do podarowania jego bogatego zbioru rysunków plam słonecznych archiwum Towarzystwa.